# Tadeusz Mazoński
Tadeusz Mazoński (ur. 15 kwietnia 1901 w Krakowie, zm. 20 stycznia 1981 w Gliwicach) – polski chemik specjalizujący się w syntezie półproduktów barwnikarskich i barwników.

## Życiorys
Uczęszczał do szkoły realnej we Lwowie. Jako członek Polskiej Organizacji Wojskowej zgłosił się na ochotnika do obrony Lwowa.
W 1920 roku podjął studia na Wydziale Chemicznym Politechniki Lwowskiej, ze względów finansowych przerwał je po trzech latach i podjął pracę na stanowisku laboranta w lwowskiej rafinerii nafty. W 1925 roku zaczął studia na Wydziale Matematyczno-Przyrodniczym Uniwersytetu Jana Kazimierza. Studiował tam do 1927 roku, po czym wrócił na Politechnikę. W 1929 roku uzyskał absolutorium, a w 1934 zdał egzamin dyplomowy.
W latach 1928–1939 pracował w Katedrze Chemii Organicznej, kierowanej przez Edwarda Suchardę, a także w Katedrze Technologii Chemicznej Organicznej u Wacława Leśniańskiego, na stanowiskach młodszego asystenta, następnie starszego asystenta i adiunkta. Po zajęciu Lwowa przez Związek Socjalistycznych Republik Radzieckich i przekształceniu Politechniki w Lwowski Instytut Politechniczny, kontynuował pracę w Katedrze Technologii Chemicznej Organicznej. Po zajęciu Lwowa przez wojska niemieckie pracował jako nauczyciel w Zawodowej Szkole Chemicznej. W 1944 roku po zajęciu Lwowa przez Armię Radziecką wrócił do Instytutu Politechnicznego, gdzie pracował jako docent do 31 września 1945 roku.
W październiku 1945 przeniósł się do Gliwic, gdzie uczestniczył w tworzeniu Wydziału Chemicznego Politechniki Śląskiej. Został zatrudniony na stanowisku adiunkta w Katedrze Technologii Chemicznej Organicznej kierowanej przez prof. Wacława Leśniańskiego. W 1947 roku uzyskał na podstawie rozprawy Dwuaminy siarczku dwufenylowego jako zasady naftolu A S, stopień doktora nauk technicznych. W 1960 roku uzyskał tytuł profesora nadzwyczajnego, a w 1967 profesora zwyczajnego.
W latach 1953–1955 pełnił funkcję prodziekana, a od 1955 do 1957 roku – dziekana Wydziału Chemicznego Politechniki Śląskiej. W latach 1957–1959 był rektorem tej uczelni
W 1956 roku został uhonorowany Złotym Krzyżem Zasługi, a w 1969 roku Krzyżem Kawalerskim Orderu Odrodzenia Polski.